# Tocka Discos
Tocka Discos es un sello discográfico argentino, fundado en 1999 como dependiente del sello PopArt Music, uno de los sellos discográficos más grandes del país y perteneciente a Sony Music.

## Artistas
- Almafuerte (2006)
- Celeste Carballo (2001-presente)
- Horcas (2008-presente)
- Intoxicados (2005)
- Las Pelotas (2012-presente)
- Los Auténticos Decadentes (2003-2006)
- Los Violadores (2002)
- O'Connor (2006-presente)
- Rata Blanca (2002-2012)
- El músico solista Juan Ignacio (2016-presente)
- La Franela (2009-2014)[3]